# Суттунг (супутник)
Суттунг (лат. Suttungr, давньоскан. Suttungr) — сорок сьомий за віддаленістю від планети супутник Сатурна. Відкритий 23 вересня 2000 року.
У скандинавській міфології Суттунґ (інша назва — Ґуттунґ) — йотун, син Ґіллінґа.

## Корисні посилання
- Циркуляр МАС №7548: Відкриття супутника S/2000 S 12 (англ.)
- Електронний циркуляр Центру малих планет №2000-Y33: S/2000 S 12(англ.)
- Циркуляр МАС №8177: Назви нових супутників великих і малих планет(англ.)
- Циркуляр МАС №8471: Уточнення назв супутників Сатурна(англ.)
- Супутники Сонячної системи — Суттунг(англ.)(пол.)
- Суттунг, Трюм та Імір(фр.)